# Askia
Askia fou el nom de la dinastia i el títol que van portar els reis de Gao (Imperi Songhai) des del seu establiment per Askia Muhàmmad ibn Abi Bakr. El títol seria equivalent a gran rei o emperador.
La dinastia va tenir 9 sobirans (després del fundador, quatre fills, tres nets i un nebot seus), tots portant el títol d'askia:
- Askia Muhammad Touré ibn Abi Bakr 1493-1529 (Muhàmmad I)
- Askia Musa 1529-1531
- Askia Muhammad Benkan 1531-1537 (Muhàmmad II)
- Askia Ismail 1537-1539
- Askia Ishaq I 1539-1549
- Askia Dawud 1549-1582
- Askia al-Hajj Muhàmmad 1582-1586 (Muhàmmad III)
- Askia Muhammad Bana 1586-1588 (Muhàmmad IV)
- Askia Ishaq II 1588-1591
- al Marroc 1591